# Гартван, Рейнгольд Яковлевич
Рейнгольд Яковлевич Гартван — российский горный инженер, управляющий «Волжско-Вишерского горного и металлургического акционерного общества» в 1897―1906 годах, управляющий Омутнинских заводов в 1906―1915 годах, заместитель председателя металлургического отдела Госплана СССР, один из обвиняемых по делу «Промпартии».

## Биография
Родился в Смоленске в семье издателя «Ранфтъ и Гартванъ».
Брат Константин Яковлевич Гартван (― 17.10.1919) родился в Смоленске, закончил Рижский политехнический институт в 1903 году с дипломом инженера-архитектора, работал в Вытегре, выслан в Великий Устюг как политически неблагонадёжный, получил диплом инженера путей сообщения, сдав курс Путейского института. Дочь известная художница Изольда Константиновна Гартван (1907―1998).
В 1893 году окончил Горный институт по первому разряду вместе с А.П. Герасимовым.
На службе с 15 марта 1895 года, в горном ведомстве с 29 июня 1895 года. Приказом от 15 марта 1895 года определён на службу сверхштатным преподавателем технических классов горнозаводского отделения Красноуфимского промышленного училища.
Состоял по Горному управлению и был откомандирован на Лысьвенские заводы графа П.П. Шувалова в 1897 году. В 
1898 году служил помощником управителя Теплогорского завода, являлся председателем правления по Теплогорскому отделу.
В 1899 году управляющий Чусовского завода Камского акционерного общества. В июне 1899 года предоставил материал для уральской экспедиции Д. И. Менделеева, что отмечено в книге «Уральская железная промышленность в 1899 году».
Был первым управляющим «Волжско-Вишерского горного и металлургического акционерного общества» в 1897―1906 годах.
В 1906―1915 годах служил управляющим Омутнинского завода Н.П. Пастухова, начал реконструкцию завода, усовершенствовал конструкцию домны, увеличил её суточную выработку, установил новые сварочные печи и парогидравлический пресс для обжига пудлинговых криц, ввёл новые печи для обжига кирпича, расширил вспомогательные цехи, ремонтно-механический, столярно-модельный и чугунолитейный. Кроме того в 1911―1913 годах установил мартеновскую печь и два прокатных стана - 500 и 280 от электродвигателей фирмы «Сименс-Гальске», расширился сортамент выпускаемой продукции. По инициативе Гартвана 10 июля 1913 создано АО «Северных заводов наследников Н.П. Пастухова» и к 1914 году согласовал вопрос о строительстве железнодорожной ветки от станции Яр до Омутнинского завода, организовал сплав древесины по рекам Омутной и Вятке, вёл в действие Пастуховский лесопильный завод (Нововятский ДСК), который приносил треть всей прибыли Омутнинских заводов. В середине 1915 года отправлен в отставку.
Являлся действительным членом Пермского Отделения Императорского Русского технического общества.
В 1919 году руководил Уральской комиссией по восстановлению промышленности при Отделе металла ВСНХ СССР, работал главой Технического совета Главметалла в 1921―1924 годах. В 1924 году приглашен на работу в Госплан СССР председателем Г.М. Кржижановским, служил заместителем председателя металлургического отдела Госплана СССР. В декабре 1930 года был арестован и находился в тюрьме на Лубянке по делу «Промпартии».

## Награды и чины
За свои достижения был неоднократно отмечен:
- 1902 — орден Святого Станислава III степени;
- 15 марта 1909 — коллежский советник.
- февраль 1916 ― архипастырское благословение без выдачи свидетельства как председателю строительного комитета, управляющему Омутнинскими горными заводами за труд при постройке каменного храма в Омутнинском заводе, Глазовского уезда[17].